# Зоопарк Карикуао
Зоопарк Карикуао (исп. Parque Zoológico Caricuao) — зоологический парк расположенный к юго-западу от города Каракас, столицы Венесуэлы, в Карикуао. Площадь всего парка составляет 630 гектаров, из которых 594 — находящийся под охраной лесной массив. Остальные 36 гектаров обустроены для посетителей парка, которые делятся на 7 зон с различными видами животных и средами обитания, приближенными к естественным. 

## Зоны
- Лес обезьян (исп. Bosque de los Monos): парковая зона, где обитают различные виды обезьян, большинство из которых южноамериканские.
- Лагуна птиц (исп. Laguna de Avifauna): большие открытые водоёмы, где обитают цапли, фламинго, черные лебеди, утки, черепахи, красные ибисы и капибары.
- Африканская равнина (исп. Planicie Africana): парковая зона, где обитают как представители африканской фауны: африканские слоны, бегемоты, страусы, олени и буйволы. На территории сохраняются руины колониального поместья Санта-Крус.
- Южноамериканская равнина (исп. Planicie Suramericana): парковая зона, где обитают как представители фауны Венесуэлы так и всей Южной Америки: пекари, ламы, лошади, гуанако, лисицы и тапиры.
- Зона колец (исп. Zona de Anillos): парковая зона, где обитают кайманы различных видов (рек Ориноко, Миссисипи, крокодиловые), черепахи и множество попугаев.
- Зона кошек (исп. Zona de Felinos): парковая зона, где обитают африканские львы, леопарды, пумы, ягуары и бенгальские тигры.
- Зона контакта (исп. Zona de Contacto): особая территория парка, в которой все желающие могут контактировать и покормить большое количество овец, коз и уток.

## Галерея

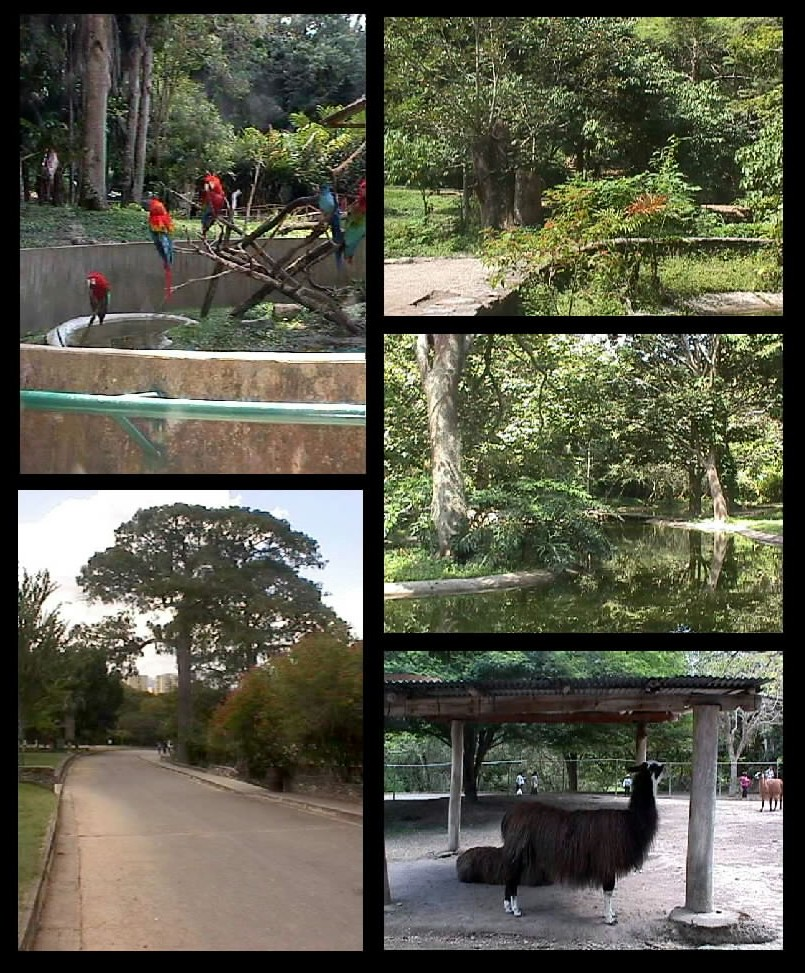
Ambientes y fauna de Zoológico de Caricuao
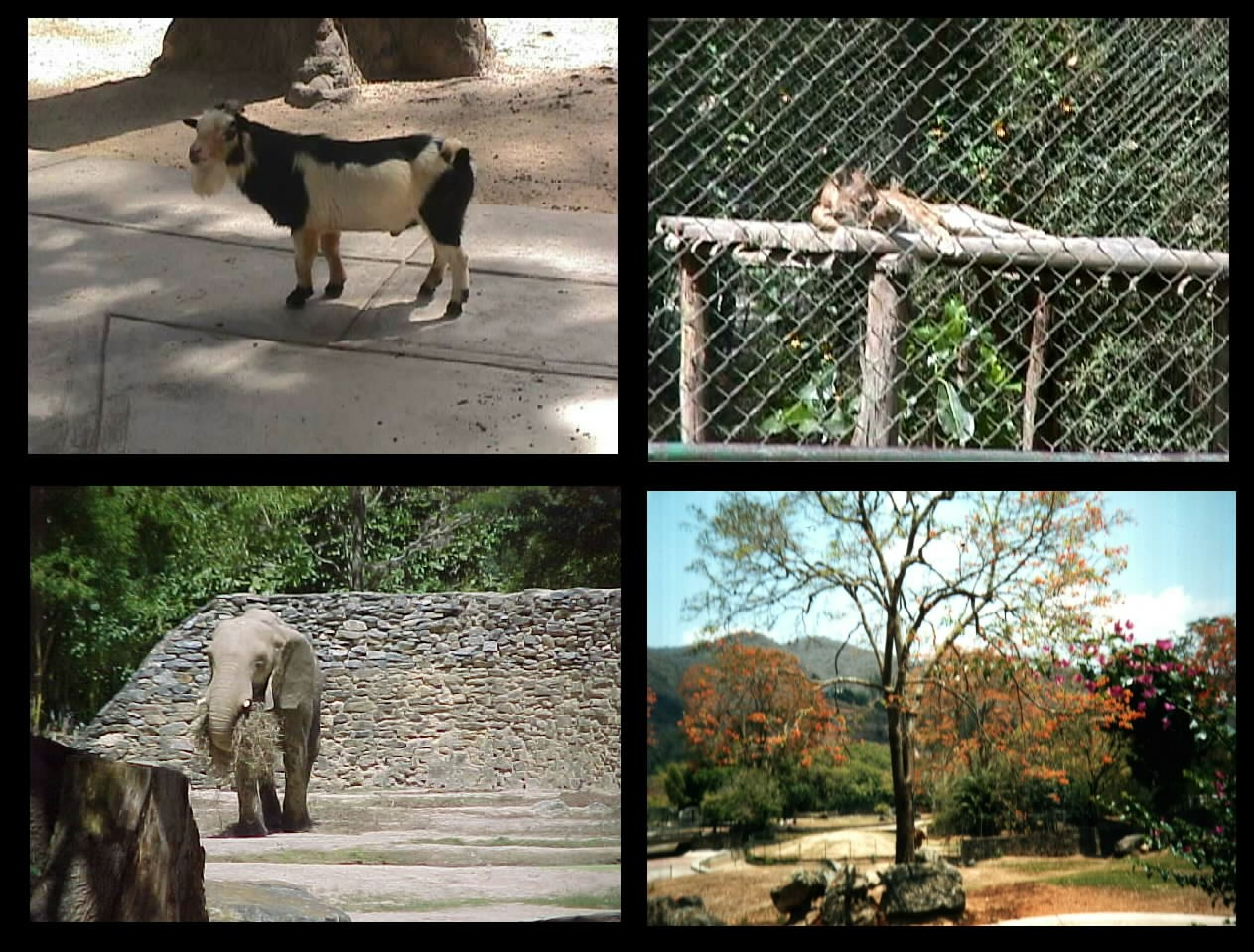
Ambientes y fauna de Zoológico de Caricuao
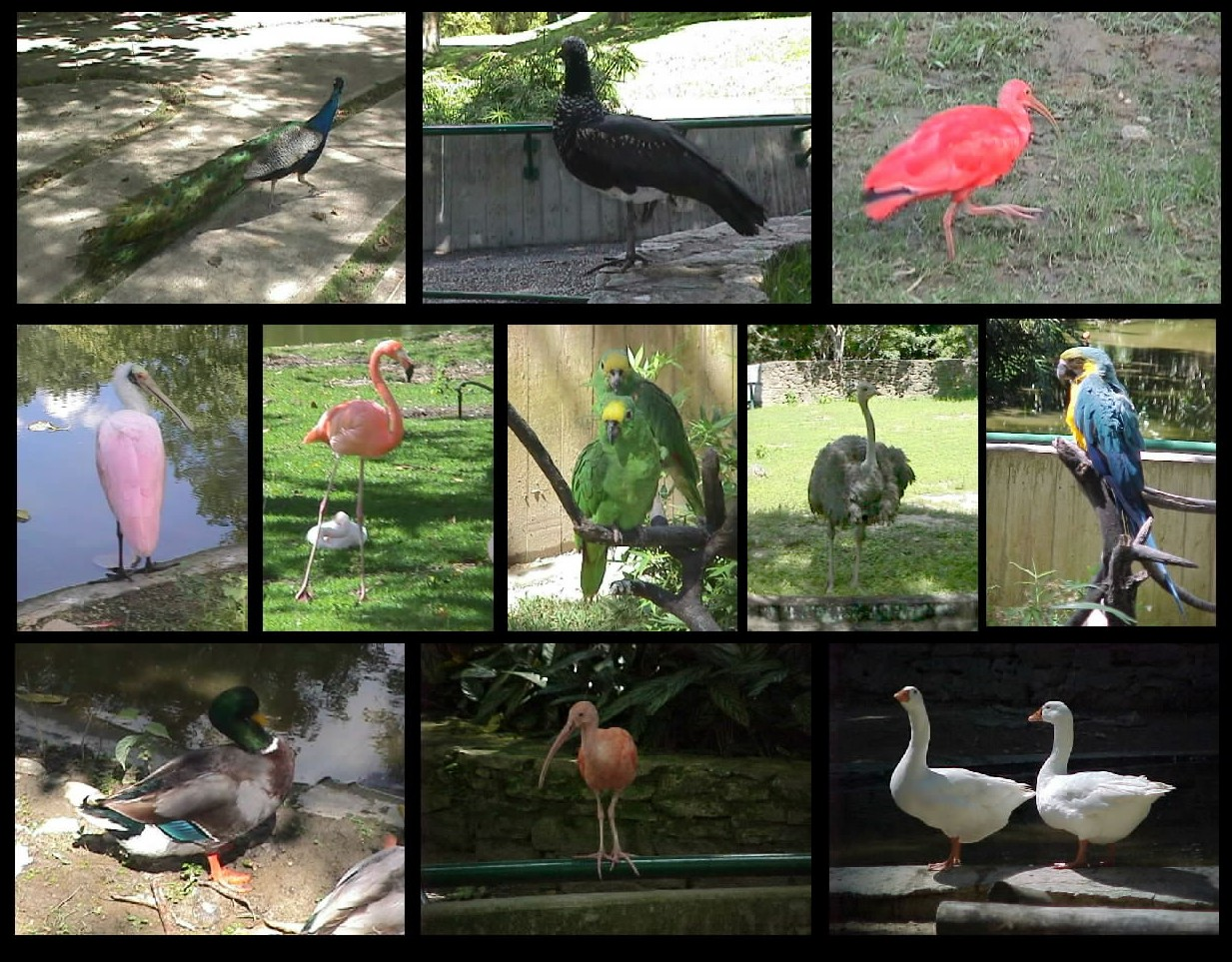
Aves Zoológico de Caricuao
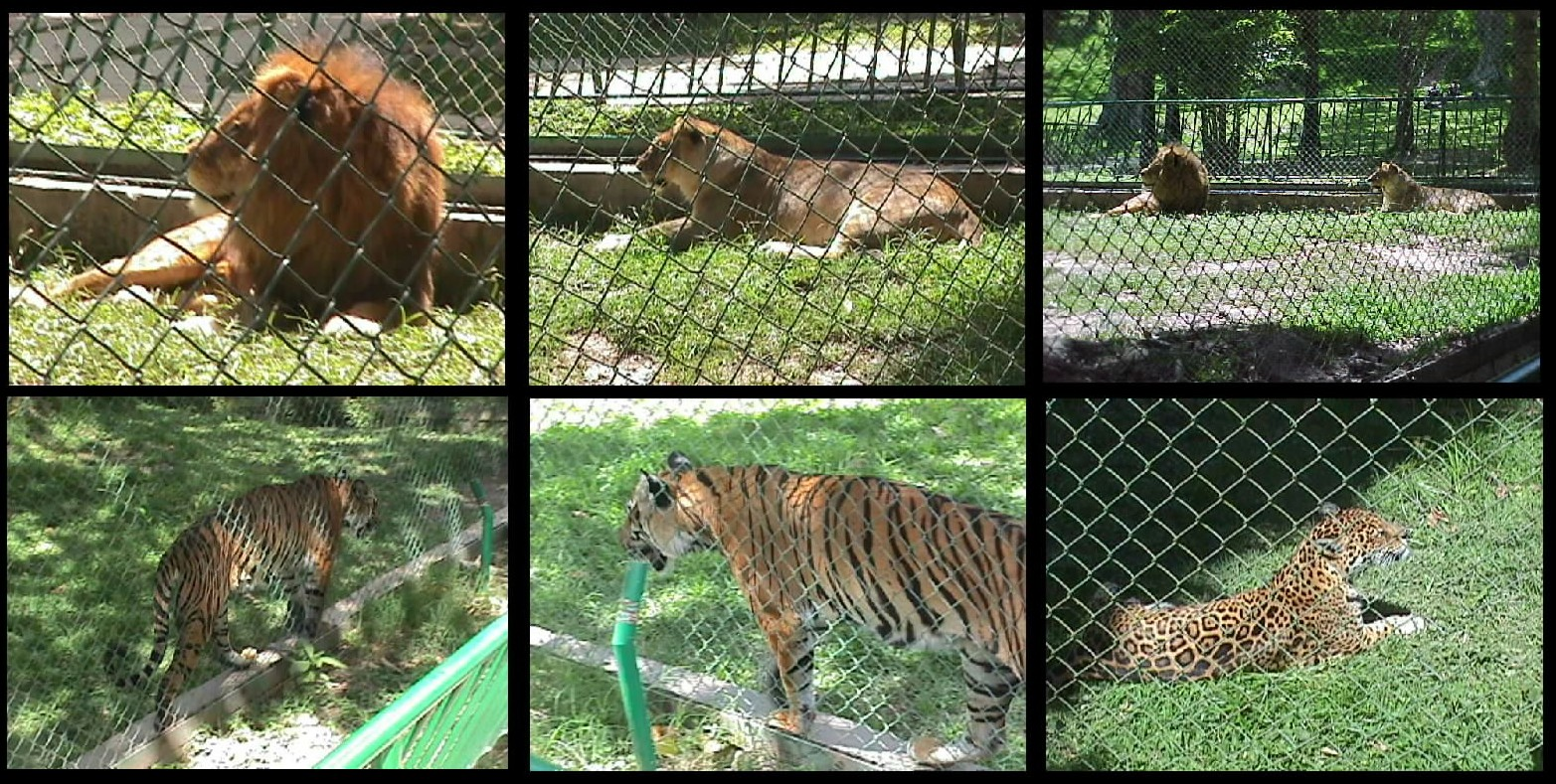
Felinos Zoológico de Caricuao
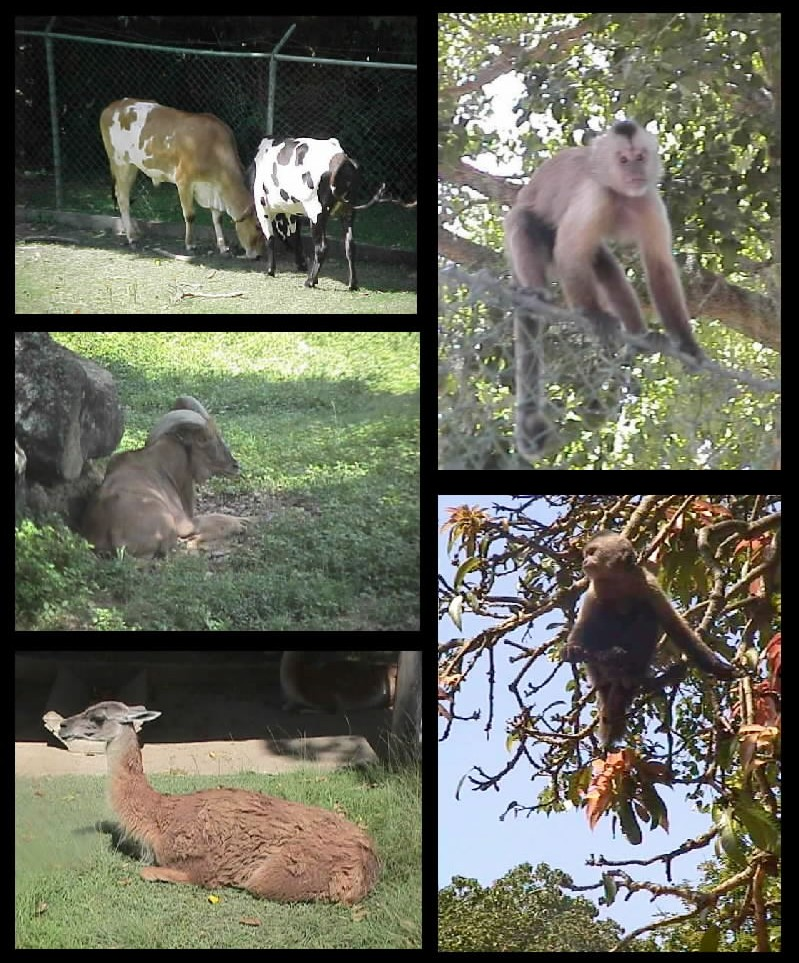
Mamíferos del Zoológico de Caricuao